# Kurzacze (powiat konecki)
Kurzacze – wieś sołecka w Polsce położona w województwie świętokrzyskim, w powiecie koneckim, w gminie Gowarczów.
W latach 1975–1998 miejscowość należała administracyjnie do województwa radomskiego.
Wierni kościoła rzymskokatolickiego należą do parafii Świętych Apostołów Piotra i Pawła w Gowarczowie.

## Historia
Kurzacze, w XIX wieku wieś w  powiecie opoczyńskim, gminie Stużno, parafii Gowarczów, od Opoczna oddalone  13 wiorst.
Wieś w dobrach Korytków → Kurzacze (powiat konecki), [w:] Słownik geograficzny Królestwa Polskiego, t. IV: Kęs – Kutno, Warszawa 1883, s. 427.
W 1883 gruntu włościańskiego było  238 mórg, dworskiego 2 morgi. Domów drewnianych 19, mieszkańców 119.
Według spisu powszechnego z roku 1921, we wsi Kurzacze było: 46 domów i 231 mieszkańców.